# Résolution 2093 du Conseil de sécurité des Nations unies
Membres permanents
- Chine
- États-Unis
- France
- Royaume-Uni
- Russie

Membres non permanents
- Argentine
- Australie
- Azerbaïdjan
- Corée du Sud
- Guatemala
- Luxembourg
- Maroc
- Pakistan
- Rwanda
- Togo

Résolution no 2092 Résolution no 2094
La résolution 2093 du Conseil de sécurité des Nations unies a été adoptée à l'unanimité le 6 mars 2013.

## Résolution
À son arrivée au pouvoir, le président Hassan Sheikh Mohamoud et son cabinet au sein du nouveau gouvernement fédéral de la Somalie ont repris les efforts des parties somaliennes et internationales pour mettre fin à l'embargo de 21 ans des Nations unies sur les armes en Somalie, qui était à l'époque le plus ancien blocus d'armes de ce type. Le Conseil de sécurité avait imposé cette interdiction en 1992, peu après le début de la guerre civile et le renversement du régime de Siad Barre, afin de stopper le flux d'armes vers les milices en conflit. Une éventuelle abrogation de l'embargo figurait parmi les objectifs futurs des signataires du processus politique transitoire de la Feuille de route de 2011-2012. Le gouvernement de Mohamoud, des analystes de la sécurité somaliens et des experts militaires ont fait valoir que la levée de l'interdiction de se procurer des armes faciliterait les tentatives des autorités somaliennes de renforcer les forces armées somaliennes et équiperait plus efficacement l'armée pour écraser les restes de l'insurrection islamiste. Les États-Unis, l'Union africaine, la Ligue arabe, et l'IGAD ont tous soutenu la proposition. En mars 2013, le secrétaire général de l'ONU, Ban Ki-Moon, a également exhorté les membres du Conseil de sécurité à voter pour supprimer les sanctions afin d'aider les autorités somaliennes à fortifier leur appareil de sécurité et à consolider les acquis militaires.
Bien que le Royaume-Uni et la France auraient exprimé des réserves quant à l'augmentation du flux général d'armes vers la Somalie, les responsables britanniques ont commencé à rédiger une résolution pour assouplir l'embargo sur les achats d'armes par le gouvernement somalien pour une période provisoire d'un an. Le projet de résolution exigerait que les autorités somaliennes ou l'État qui fournit le matériel militaire notifie au Conseil « au moins cinq jours à l'avance toute livraison d'armes et de matériel militaire [...] fournissant des détails sur ces livraisons et cette assistance, ainsi que les conditions spécifiques du lieu de livraison en Somalie ».  En outre, la proposition exige que le gouvernement somalien fournisse régulièrement des mises à jour sur l'état structurel de l'armée, ainsi que des informations sur l'infrastructure existante et les protocoles conçus pour garantir la livraison, le stockage et l'entretien en toute sécurité des armes.
Lors de sa réunion du 6 mars 2013, les 15 membres du Conseil de sécurité de l'ONU ont approuvé à l'unanimité la résolution 2093 visant à suspendre l'embargo sur les armes imposé à la Somalie pour une période d'un an. L'approbation lève officiellement l'interdiction d'achat d'armes légères, mais conserve certaines restrictions à l'achat d'armes lourdes telles que les missiles sol-air, les obusiers et les canons. Il stipule que le blocus « ne s'applique pas aux livraisons d'armes ou de matériel militaire ni à la fourniture de conseils, d'assistance ou de formation, destinés uniquement au développement des forces de sécurité du gouvernement fédéral de Somalie, et pour assurer la sécurité du peuple somalien , sauf en ce qui concerne les livraisons des articles figurant en annexe à la présente résolution ». L'abrogation ajoute que les armes seront fournies « uniquement pour le développement des forces de sécurité du gouvernement fédéral de la Somali, et qu'elles ne peuvent être revendues, transférées ou mises à la disposition d'une personne ou entité qui n'est pas au service des Forces de sécurité du gouvernement fédéral de Somalie ». Elle devrait être révisée en 2014.
La résolution prolonge également le mandat de la Mission de l'Union africaine en Somalie (AMISOM) pour une autre année, jusqu'au 28 février 2014.